# شيلتون
شيلتون (بالإنجليزية: Shelton, Connecticut)‏ هي مدينة تقع في مقاطعة فيرفيلد (كونيتيكت) بولاية كونيتيكت في الولايات المتحدة. تأسست عام 1789، تبلغ مساحتها 82.6 (كم²)، وترتفع عن سطح البحر 19 م، بلغ عدد سكانها 39559 نسمة في عام 2010 حسب إحصاء مكتب تعداد الولايات المتحدة .

## التركيبة السكانية
حدّد مكتب تعداد الولايات المتحدة بيانات التركيبة السكانية لشيلتون في تعداد الولايات المتحدة. في ما يلي، التركيبة السكانية حسب تعدادي 2000 و2010.

### تعداد عام 2000
بلغ عدد سكان شيلتون 38,101 نسمة بحسب تعداد عام 2000، وبلغ عدد الأسر 14,190 أسرة وعدد العائلات 10,540 عائلة مقيمة في المدينة. في حين سجلت الكثافة السكانية 461.1 نسمة لكل كيلومتر مربع (1,194.2/ميل2). وبلغ عدد الوحدات السكنية 14,707 وحدة بمتوسط كثافة قدره 178 لكل كيلومتر مربع (461.0/ميل2).
وتوزع التركيب العرقي للمدينة بنسبة 94.44% من البيض و1.12% من الأمريكيين الأفارقة و0.15% من الأمريكيين الأصليين و2.08% من الأمريكيين ذوي الأصول الآسيوية و0% من سكان جزر المحيط الهادئ و0.89% من الأعراق الأخرى و1.31% من عرقين مختلطين أو أكثر و3.48% من الهسبانيون أو اللاتينيون من أي عرق.
بلغ عدد الأسر 14,190 أسرة كانت نسبة 34.9% منها لديها أطفال تحت سن الثامنة عشر تعيش معهم، وبلغت نسبة الأزواج القاطنين مع بعضهم البعض 62.9% من أصل المجموع الكلي للأسر، ونسبة 8.5% من الأسر كان لديها معيلات من الإناث دون وجود شريك،  بينما كانت نسبة 2.8% من الأسر لديها معيلون من الذكور دون وجود شريكة وكانت نسبة 25.7% من غير العائلات. تألفت نسبة 21.8% من أصل جميع الأسر من عدة أفراد يعيشون في نفس المنزل ونسبة 9.2% كانت تتألف من شخص يعيش بمفرده يبلغ من العمر 65 عاماً أو أكثر. وبلغ متوسط حجم الأسرة المعيشية 2.65، أما متوسط حجم العائلات فبلغ 3.11.
بلغ العمر الوسطي للسكان 39.8 عاماً. وكانت نسبة 23.5% من القاطنين تحت سن الثامنة عشر، وكانت نسبة 5.8% بين الثامنة عشر والرابعة والعشرين عاماً، ونسبة 30% كانت واقعةً في الفئة العمرية ما بين الخامسة والعشرين والرابعة والأربعين عاماً، ونسبة 25.6% كانت ما بين الخامسة والأربعين والرابعة والستين، ونسبة 13.5% كانت ضمن فئة الخامسة والستين عاماً فما فوق. يوجد لكل 100 أنثى 95.3 ذكر، ويوجد لكل 100 أنثى في الثامنة عشر من عمرها فما فوق 92.2 ذكر.
بلغ متوسط دخل الأسرة في المدينة 70,633 دولارًا، أما متوسط دخل العائلة فبلغ 78,500 دولارًا. وكان متوسط دخل الذكور 51,631 دولارًا مقابل 37,436 دولارًا للإناث. وسجل دخل الفرد الخاص بالمدينة 31,427 دولارًا. وكانت نسبة 2.1% من العائلات ونسبة 3% من السكان تحت خط الفقر، وكان من هؤلاء نسبة 3.6% تحت سن الثامنة عشر ونسبة 4.1% في الخامسة والستين من العمر وما فوق.

### تعداد عام 2010
بلغ عدد سكان شيلتون 39,559 نسمة بحسب تعداد عام 2010، وبلغ عدد الأسر 15,325 أسرة وعدد العائلات 10,893 عائلة مقيمة في المدينة. في حين سجلت الكثافة السكانية 478.7 نسمة لكل كيلومتر مربع (1,239.8/ميل2). وبلغ عدد الوحدات السكنية 16,146 وحدة بمتوسط كثافة قدره 195.4 لكل كيلومتر مربع (506.1/ميل2).
وتوزع التركيب العرقي للمدينة بنسبة 90.76% من البيض و2.36% من الأمريكيين الأفارقة و0.14% من الأمريكيين الأصليين و3.87% من الأمريكيين ذوي الأصول الآسيوية و0.01% من سكان جزر المحيط الهادئ و1.48% من الأعراق الأخرى و1.38% من عرقين مختلطين أو أكثر و5.95% من الهسبانيون أو اللاتينيون من أي عرق.
بلغ عدد الأسر 15,325 أسرة كانت نسبة 30.8% منها لديها أطفال تحت سن الثامنة عشر تعيش معهم، وبلغت نسبة الأزواج القاطنين مع بعضهم البعض 58% من أصل المجموع الكلي للأسر، ونسبة 9% من الأسر كان لديها معيلات من الإناث دون وجود شريك،  بينما كانت نسبة 4.1% من الأسر لديها معيلون من الذكور دون وجود شريكة وكانت نسبة 28.9% من غير العائلات. تألفت نسبة 24.2% من أصل جميع الأسر من عدة أفراد يعيشون في نفس المنزل ونسبة 10.8% كانت تتألف من شخص يعيش بمفرده يبلغ من العمر 65 عاماً أو أكثر. وبلغ متوسط حجم الأسرة المعيشية 2.55، أما متوسط حجم العائلات فبلغ 3.05.
بلغ العمر الوسطي للسكان 44.4 عاماً. وكانت نسبة 21.1% من القاطنين تحت سن الثامنة عشر، وكانت نسبة 6.7% بين الثامنة عشر والرابعة والعشرين عاماً، ونسبة 23.3% كانت واقعةً في الفئة العمرية ما بين الخامسة والعشرين والرابعة والأربعين عاماً، ونسبة 31.5% كانت ما بين الخامسة والأربعين والرابعة والستين، ونسبة 17.4% كانت ضمن فئة الخامسة والستين عاماً فما فوق. وتوزع التركيب الجنسي للسكان بنسبة 48.5% ذكور و51.5% إناث.